# Lucius Fabius Iustus
Lucius Fabius Iustus war ein römischer Politiker und Senator im 1. und 2. Jahrhundert n. Chr.
Fabius Iustus stammte wohl aus der Provinz Gallia Narbonensis und war ein Freund des Senators und Schriftstellers Tacitus. Daneben hatte er auch Verbindungen zu Plinius dem Jüngeren. Marcus Aquilius Regulus bat Fabius Iustus, als er nach dem Tod Kaiser Domitians eine Anklage im Senat fürchtete, als Vermittler zwischen ihm und Plinius aufzutreten. Im Jahr 96/97 war Fabius Iustus vermutlich Legionslegat.
102 wurde Fabius Iustus Suffektkonsul in der Nachfolge des Lucius Licinius Sura. Durch eine Inschrift und zwei Militärdiplome ist belegt, dass er 106 und 107 Statthalter (Legatus Augusti pro praetore) der Provinz Moesia inferior war; er dürfte dieses Amt von 105 bis ca. 108/109 ausgeübt haben. Von 108/109 bis ca. 112 war er Legat der Provinz Syria. Damals widmete ihm Tacitus wohl seinen Dialogus de oratoribus („Gespräch über die Redner“), der die Bedeutung und Qualität der Dichtkunst im Vergleich zur klassischen und modernen Beredsamkeit behandelt.